# Lise Scherfig
Lise Scherfig (født 7. august 1933, død 1. juli 2008) var en dansk balletanmelder og lærer.
Lise Scherfig var lærer og blev ansat på læseskolen ved Den Kongelige Ballet, hvor hun fra 1965 til 1993 var forstander.
Hun var gift med formand for Det Berlingske Officin, Ole Scherfig, og mor til teaterinstruktør Vibeke Wrede, filminstruktør Lone Scherfig og direktør Christian Scherfig.